# Misa alemana (Servicio divino)
Deutsche Messe (" Misa alemana "; título completo: Deutsche Messe und Ordnung des Gottesdiensts , "Misa alemana y Servicio Divino") es el nombre que se le da a los primeros servicios religiosos de la reforma protestante en Alemania y representan la liturgia tradicional del luteranismo. 

## Misas Alemanas
Poco después de la aparición inicial de Martín Lutero, los clérigos que simpatizaban con la Reforma comenzaron a buscar nuevas formas de culto. Querían diseñarlas desde cero siguiendo estrictamente los fundamentos bíblicos o al menos "limpiar" las tradiciones litúrgicas transmitidas de elementos que consideraban incorrectos. Especialmente la teología del sacrificio de la misa romana de la Edad Media resultó ofensiva para los reformadores. Por ejemplo, se sabe que ya en 1522/23 se llevaron a cabo los primeros intentos de celebrar servicios de comunión en alemán en muchos lugares, como Karlstadt en Wittenberg o Martin Bucer, Kaspar Hedio, Johann Schwebel y Johannes Oekolampad en el Ebernburg de Franz von Sickingen. A menudo, solo se traducían partes individuales del servicio al alemán (por ejemplo, las lecturas bíblicas) o se omitían simplemente las oraciones del canon (Canon Missae).
Algunas de estas primeras órdenes de culto evangélicas se imprimieron y, como otras ideas reformadoras, se difundieron rápidamente y se imitaron, por ejemplo:
- 1522 La Misa Evangélica de Kaspar Kantz en Nördlingen
- 1523 El Testamento de Jesucristo de Johannes Oekolampad en Basilea
- 1524 La Misa Alemana Evangélica (autor desconocido) en Worms
- 1524 La Misa Alemana de Martin Bucer y otros en Estrasburgo
- 1524 La Misa Evangélica Alemana de Thomas Müntzer en Allstedt
- 1525 La Misa Evangélica de Andreas Döber y Andreas Osiander en Núremberg

Se sabe que en otros lugares y por otros reformadores al menos se celebraron partes de la misa en alemán o se distribuyó la comunión "bajo ambas especies" (es decir, con pan y vino).
Estas órdenes de culto mencionadas aquí son bastante diferentes entre sí en su estructura y cambios con respecto a la misa medieval. Sin embargo, todos comparten los siguientes puntos:
- Siguen el curso de la misa medieval (católica romana) bastante fielmente.
- Utilizan consistentemente el idioma alemán.
- Incluyen la celebración de la comunión con pan y vino.
- Rechazan el Canon Missae que anteriormente era recitado en silencio por el sacerdote, que es una expresión particular de la teología del sacrificio católico romano.

## Misa Alemana de Martín Lutero de 1526
Martín Lutero inicialmente cedió a regañadientes a las solicitudes de reforma al publicar en 1523 los escritos Von ordenung gottes diensts ynn der gemeine (en alemán) y formula missae et communionis (en latín), que a diferencia de los escritos mencionados anteriormente, no contienen una orden de culto detallada, sino que simplemente explican cómo imaginaba un nuevo culto reformado en el futuro.
La Misa Alemana y Orden del Culto fue publicada por Lutero en 1526. Se diferencia de sus propios escritos de 1523 y de los intentos anteriores mencionados principalmente por las siguientes razas:
- Lutero, en colaboración con Johann Walter, crea nuevas melodías para el canto litúrgico.
- Lutero se aparta en algunos lugares de manera significativa de la orden tradicional de las partes litúrgicas de la Misa.
- Algunas partes faltan en la versión de Lutero (por ejemplo, el Gloria in excelsis y el Aleluya). No está claro si Lutero los tenía implícitamente en mente o si realmente pretendía omitirlos.

Que la orden de culto de Lutero no mencione canciones no significa necesariamente que no se debieran cantar. Por el contrario, el canto congregacional, por ejemplo, antes y después del sermón, durante y después de la distribución de la comunión, está respaldado por otros escritos de Lutero y sus contemporáneos.
La misa alemana era cantada en su totalidad, excepto el sermón.

## Orden dela Deutsche Messede Lutero
- Un canto espiritual o un salmo en alemán.
- Kyrie eleison (triple)
- Colecta (leer de cara al altar)
- Epístola (leer de cara al pueblo)
- Un himno alemán (por todo el coro)
- Evangelio (leer de cara al pueblo)
- Credo cantado en alemán
- Sermón (sobre el Evangelio)
- Paráfrasis del Padrenuestro
- Exhortación a quienes comulgarán
- Consagración del Pan. 
- Elevación del Cuerpo de Cristo
- Distribución del Cuerpo de Cristo
- Sanctus parafraseado en alemán (o los himnos " Gott sei gelobet und gebenedeiet " o " Jesus Christus, unser Heiland, der von uns den Gotteszorn wandt ")
- Consagración del Vino
- Distribución de la Sangre de Cristo
- Sanctus o Agnus Dei en alemán (o los himnos " Gott sei gelobet und gebenedeiet " o "Jesus Christus, unser Heiland, der von uns den Gotteszorn wandt")
- Colecta de Acción de Gracias
- Bendición Aarónica

## Actualidad
La Misa Alemana de Lutero se convirtió en un estándar para la liturgia en el luteranismo, donde, con adaptaciones lingüísticas, sirve de base para los servicios religiosos en los países donde esta confesión está extendida. Esto es especialmente cierto en Alemania, Escandinavia y los Países Bálticos, pero también se encuentran comunidades que siguen esta liturgia en varios países de África debido a la misión externa y en Indonesia.
En la Iglesia del Pueblo Danés, no se utiliza una liturgia fija, pero la liturgia estándar para el servicio religioso común (misa solemne) se basa en la Misa Alemana de Lutero y contiene la mayoría de sus elementos.